# Deborah Paredes
Deborah Paredes Cuevas es una ingeniera químico y política chilena, actual alcaldesa de la comuna de Sierra Gorda, en la Región de Antofagasta.

## Vida y trayectoria política
Paredes nació en Santiago, hija de Vivian Cuevas Lara y Edwin Paredes Valdés. La educación media la realizó en el Liceo José Santos Ossa (actual Liceo B-13 Domingo Herrera Rivera) de Antofagasta, mientras que la educación superior la realizó en la Universidad Católica del Norte, titulándose de Ingeniera en Procesos Químicos.
Su carrera política comienza en 2009, al ser elegida concejal por Sierra Gorda, cargo que ostentó por tres periodos consecutivos. Posteriormente, en las elecciones municipales de 2021, postuló y fue electa como alcaldesa por la misma comuna, elección que no estuvo exenta de polémica, pues en principio se había dado como vencedora a la candidata por Renovación Nacional Adriana Rivera, sin embargo, un apoderado de mesa erró al momento de anotar los resultados en el acta. Producto de este error el Tribunal Calificador de Elecciones ordenó un reconteo, en el que Paredes resultó ganadora.
En enero de 2022, es electa presidenta de la Asociación de Municipalidades del Norte de Chile (AMUNOCHI), agrupación que reúne a más de 20 municipalidades del Norte Grande de Chile con miras a un realizar trabajo coordinado y representar sus intereses ante las autoridades centrales.
Fuera de la actividad política, también es bombero.